# Študij kemije v Ljubljani
Študij kemije v Ljubljani se je začel v 17. stoletju in se kasneje v 18. stoletju močno razvil pod vplivom rudarstva, kjer je odločilno vlogo predstavljal rudnik živega srebra v Idriji. V 19. in 20. stoletju so bile ustanovljene različne ustanove in šole, v okviru katerih se je študij kemije nadaljnjo razvijal in oblikoval. Od leta 1994 predstavlja Fakulteta za kemijo in kemijsko tehnologijo Univerze v Ljubljani vodilno izobraževalno ustanovo na področju kemijskih ved v Ljubljani.

## Prvi začetki kemije in kemijskih ved na Slovenskem in v Ljubljani

### 17. stoletje
Kemija in kemijske znanstvene veje so se na Slovenskem in v Ljubljani začele razvijati že v 17. stoletju. Tedaj so nastala dela ljubljanskih zdravnikov, ki so poleg z zdravljenjem ukvarjali tudi z objavljanjem knjig s prirodoslovno vsebino. Pomembno delo na tem področju predstavlja tudi Slava vojvodine Kranjske, v katerem je Valvasor zavzel negativno stališče do alkimističnih teorij o pretvorbi kovin v zlato, podrobno pa je opisal tudi rudniške in topilniške naprave na Kranjskem in Koroškem. 

### 18. stoletje
V 18. stoletju je za razvoj kemije na Slovenskem imel odločilno vlogo idrijski rudnik. Predstojnik takratne rudniške uprave ter prvi idrijski rudniški zdravnik Giovanni Antonio Scopoli sta v svojih delih obširno opisovala naprave in kemijske postopke v topilnici. V tem času se je tehnik in prirodoslovec Gabrijel Gruber ukvarjali z raziskovanjem živega srebra ter uporabo le-tega za izdelavo modrega papirja za embalažo sladkorja. Leta 1763 je bil v Idriji ustanovljen višji šolski zavod imenovan Katedra za kemijske in metalurške vede, na katerem je dr. Scopoli poučeval kemijo in metalurgijo, zahteval pa je tudi izgradnjo kemijskega laboratorija. Scopoli je kmalu zapustil Idrijo in odšel v Štiavnico na Slovaškem za profesorja in rudarskega svetnika na tamkajšnji rudarski akademiji. Z njegovim odhodom na Slovaško, ki je bila tedaj del Ogrske, se je končala prva višja šola za kemijo in metalurgijo v Sloveniji. 
Za tem je nove kemijske teorije prinesel v Slovenijo Balthasar Hacquet, ki je bil doktor filozofije in medicine, zdravnik v Idriji, pozneje tudi profesor na ljubljanskem liceju in nato univerzitetni profesor v Lvovu in Krakovu. Čeprav je za mnoge bolj poznan kot botanik, obsega večji del njegove dejavnosti na Kranjskem kemijsko analitsko delo, ki ga dopolnjuje s tehnološkimi podatki in številnimi projekti, za katerih izvedbo pa je v mnogih primerih primanjkovalo razumevanja ali denarja. Njegovo delo Oryctographia carniolica (1778) v štirih knjigah obravnava kemijsko analizo, rude, rudniške naprave in kemijske postopke v Idriji. 

### 19. stoletje
V času Ilirskih provinc (1810–1813) je Ljubljanska visoka šola dala naslednji velik prispevek k razvoju pouka kemijske znanosti na Slovenskem. V Ljubljani se je bila takrat z odlokom o organizaciji šolstva ustanovljena šola Ècole centrale, leto kasneje pa še edini visokošolski zavod v Ilirskih provincah Académie de Laybach. Prvi slovenski profesor kemije, ki je na medicinski in naravoslovni fakulteti akademije predaval kemijo, je bil Janez K. Kersnik. Z odhodom Francozov je Visoka šola v Ljubljani propadla. 
Leta 1852 so ustanovili ljubljansko Realko, na kateri je postala redni učni predmet tudi kemija. Na šoli so ustanovili kemijski laboratorij, ki je postal majhen znanstvenoraziskovalni center. Predstojniki laboratorija so se raziskovalno ukvarjali z analitskimi deli za idrijski rudnik, gorenjske železarne, posavske rudnike in topilnico pri Trstu. Nekoliko je laboratorij izgubil na svojem pomenu, ko je bilo v Ljubljani leta 1898 ustanovljeno kemijsko preizkuševališče Kmetijske družbe pod vodstvom Ernesta Kramerja. Proti koncu 19. in v začetku 20. stoletja sta izšla tudi prvi učbenik kemije za osemletne šole (1876) ter prvi slovenski učbenik za realke in sorodne šole B. Baeblerja Kemija in Mineralogija (1910). Deli sta osnova slovenske kemijske terminologije in nomenklature. 

## Ustanovitev Univerze v Ljubljani in njeno delovanje

### Univerza v Ljubljani v predvojnem obdobju
Univerza v Ljubljani je bila ustanovljena z zakonom z dne 23. 7. 1919. Pouk kemije na visokošolski ravni in znanstveno-raziskovalno delo se je pričelo z otvoritvijo visokošolskih tečajev na Tehniški fakulteti v začetku šolskega leta 1919/20. Dr. Maks Samec je bil 31. 8. 1919 imenovan za prvega rednega profesorja za kemijo. Kemijski oddelek na Tehniški fakulteti je bil nato ustanovljen novembra 1919. Študij kemije v predvojni dobi je bil deljen na študij kemijske tehnologije, kjer so se učili bodoči inženirji kemije za industrijo, in na študij kemije, ki so ga obiskovali bodoči raziskovalci in pedagogi na kemijskem področju. Leta 1923 so po nekaterih finančnih težavah uspeli izgraditi in ustanoviti Kemijski inštitut, ki je postal osrednja ustanova za pedagoško in znanstveno delo v kemiji tudi za druge oddelke Tehniške fakultete, za filozofsko fakulteto in medicinsko fakulteto. Prvi doktorji tehničnih ved na ljubljanski Tehniški fakulteti so bili prav na kemijskem oddelku, kjer jih je od začetka do leta 1945 doktoriralo 12.  

### Univerza v Ljubljani med vojno in v povojnem obdobju
Vojna je med leti 1941–1945 pouk in znanstveno delo deloma preprečila. Najhujše so bile človeške in materialne žrtve. Te so bile takšnega obsega, da je bilo po osvoboditvi pravzaprav potrebno začeti znova. Uničeni in poškodovani laboratoriji in delovni prostori niso dovoljevali takojšnjega dela v novi Jugoslaviji. Potrebno je bilo mnogo zavzetosti ter znatnih finančnih sredstev, da so uničene prostore ponovno usposobili za delo in kupili najnujnejšo opremo, literaturo itd. Študijski programi in organiziranost študija kemijskih ved so se v povojnem obdobju pogosto spreminjali. V letu 1947/48 se se prvič pojavili v učnem načrtu predmeti splošne kemijske tehnologije. Sicer je za razvoj v tem obdobju bila značilna še uvedba eksperimentalnih vaj iz anorganske kemije, stalno zniževanje obsega preobsežnih vaj iz analitske kemije ter povečevanje obsega fizikalno-kemijskih in kemijsko-tehnoloških predmetov. Že v letu 1948/49 so se poleg osnovnih predmetov pojavili tudi specializirani predmeti kemijskih tehnologij, da bi študentom približali delovna mesta v posameznih industrijskih vejah. V letu 1949/50 se je študij podaljšal na 9 semestrov, s tem da so se izbirne usmeritve prenesle v 9. semester, 10. pa je bil namenjen izdelavi diplomskega dela. Učni načrt se je v naslednjem letu dokončno ustalil in ostal v veljavi do leta 1958/59.  
V letu 1954/55 je stopil v veljavo nov zakon o univerzi. Prejšnje tehniške fakultete so bile združene v eno, Fakulteta za kemijo pa je bila preosnovana v oddelek z odsekom za kemijo in fiziko. Nova sprememba zakona je že v letu 1957/58 Tehniško fakulteto razdelila in osnovala Fakulteto za rudarstvo, metalurgijo in kemijsko tehnologijo, v kateri je vključeval oddelek za kemijo poleg obeh prejšnjih še odsek za tekstilno tehnologijo. V letu 1961/62 je bila ustanovljena Fakulteta za naravoslovje in tehnologijo, katere kemijski oddelek se je delil na odseke za kemijo, kemijsko tehnologijo, tekstilno tehnologijo in farmacijo. Kasneje sta se odseka za tekstilno tehnologijo in farmacijo postala ločena oddelka. Fakulteti se je priključil kemijski oddelek Naravoslovne fakultete, ki je do tedaj vseboval študij kemije v dvopredmetnih študijskih skupinah kemija-fizika in kemija-biologija, namenjenih predvsem bodočim srednješolskim profesorjem, in uvedla se je tudi nova naravoslovno-kemijska študijska smer. V letu 1962/63 je bil uveden dvoletni podiplomski študij na obeh smereh, kemijski in kemijsko-tehnološki. V obeh primerih je bil prvi letnik namenjen predavanjem in študiju, drugi pa izdelavi magistrskega dela. Oba učna načrta sta bila v veliki meri prilagojena interesom kandidatov in sta obsegala obvezne in izbirne predmete.  
Po letu 1970 se je z uvedbo usmerjenega izobraževanja delno spremenil tudi način študija. Organizirani študij kemije in kemijske tehnologije je trajal štiri leta, študenti pa so imeli še eno leto absolventskega staža. Pri študiju kemije je bila že v tretjem letniku možna izbira usmeritev: anorganska kemija, organska kemija, analizna kemija, fizikalna kemija in biokemija. Uveljavil se je tudi študij kemijskega izobraževanja (v prvih dveh letnikih je bil skupen s študijem kemije), ki je nudil izobrazbo bodočim srednješolskim učiteljem kemije. V začetku devetdesetih let je prišlo do administrativnega urejanja študijskih programov.  

## Ustanovitev Fakultete za kemijo in kemijsko tehnologijo
Z odlokom o preoblikovanju Univerze v Ljubljani je bila 21. 12. 1994 ustanovljena Fakulteta za kemijo in kemijsko tehnologijo. Prvi dekan nove Fakultete za kemijo in kemijsko tehnologijo Univerze v Ljubljani (UL FKKT) je postal prof. dr. Jože Škerjanc, ki je skupaj s prodekanoma prof. dr. Tinetom Koloinijem in prof. dr. Brankom Stanovnikom ter drugimi sodelavci tudi odločilno pripomogel k njenemu nastanku. V letu 2008 je fakulteta prenovilia vse programe v skladu s smernicami bolonjske prenove. Vsi programi so akreditirani pri Svetu Republike Slovenije za visoko šolstvo. V študijskem letu 2009/10 so se študentje prvič lahko vpisali na prenovljene univerzitetne prvostopenjske programe Kemija, Biokemija, Kemijsko inženirstvo in Tehniška varnost, na prvostopenjski visokošolski strokovni program Kemijska tehnologija ter na prenovljeni doktorski program Kemijske znanosti.